# MAN SÜ240
MAN SÜ240 — приміський високопідлоговий автобус, що випускається компанією MAN в період з 1973 по 1989 рік за специфікацією VöV-Standard-Bus.

## Історія
Перші прототипи були представлені в 1970 році, як модифікації автобусів MAN 750 HO-SL і MAN 750 HO-SÜ потужністю 192 к.с. двома роками пізніше назва змінилася на SÜ230 (потужність 230 к. с.), через рік — на SÜ240 (потужність 240 к. с.). Однак MAN SÜ230 випускався паралельно до 1974 року. Приводна і силова установка, спільна з vöv-I типу (MAN SL200), отримала інші типи мостів. На MAN SÜ240 ставили 5-і 6-ступінчасті коробки передач ZF, рідше автоматичні коробки передач виробників Voith, ZF або Renk. Після того, як автобус був побудований в значній мірі без змін до кінця 1970-х років, за винятком потужності двигуна, збільшеної в 1972 і 1973 роках, деякі зміни відбулися паралельно з SL200 в 1980 році. Найбільш помітна зміна стосувалася переробки задньої частини: в 1980 році SÜ240 отримав прямокутні трикамерні фари замість круглих одиночних, поліпшену приладову панель, а також модифікований кермо, який тепер регулювався по висоті і нахилу. У 1981 році Трансмісія також була злегка модифікована. Навесні 1983 року задні ліхтарі ставилися вище. Нарешті, в 1986 році почали ставити дизельні двигуни MAN з множинним уприскуванням (MAN D2866UH), що призвело до переміщення вихлопної труби з задньої заслінки двигуна в ліву задню частину автобуса. Крім того, в 1986 році конструкція заднього моста була значно змінена.

## Витіснення
У 1987 році MAN SÜ240 був витіснений автобусом MAN SÜ242, але через свою популярність продовжував будуватися паралельно з SÜ242 до 1989 року. Зокрема, тодішня німецька Федеральна залізниця замовила ще більшу кількість SÜ240, який був значно дешевшим, порівняно з SÜ242.
На лінійних маршрутах SÜ240 зустрічаються дуже рідко. Деякі Автобуси MAN моделі SÜ240 як і раніше використовуються в музеях.
Технічно і візуально аналогічні стандартні міжміські автобуси в той час також були побудовані конкурентами Magirus-Deutz L 117 (до 1982 року) і Mercedes-Benz O307 (до 1987 року).